# Norbert Nachtweih
Norbert Nachtweih, né le 4 juin 1957 à Sangerhausen, est un footballeur allemand. Il commence sa carrière en Oberliga dans le championnat de RDA, puis joue en Bundesliga. Il évolue également pendant deux saisons en France.

## Biographie
Norbert Nachtweih évolue en Allemagne et en France, principalement avec les clubs de l'Eintracht Francfort et du Bayern Munich. Il dispute 325 matchs en Bundesliga, inscrivant 46 buts, et 43 matchs en Division 1 française, marquant deux buts.
Au sein des compétitions européennes, il joue 19 matchs en Coupe d'Europe des clubs champions (un but), 29 en Coupe de l'UEFA (quatre buts), et 15 en Coupe des coupes (un but).
Il remporte la Coupe de l'UEFA en 1980 avec l'Eintracht Francfort, en battant le Borussia Mönchengladbach en finale. Il atteint ensuite la finale de la Coupe d'Europe des clubs champions en 1987 avec le Bayern Munich, mais en étant battu par le FC Porto.

## Palmarès
- Finaliste de la Coupe d'Europe des clubs champions en 1987 avec le Bayern Munich
- Vainqueur de la Coupe de l'UEFA en 1980 avec l'Eintracht Francfort
- Champion d'Allemagne en 1985, 1986, 1987 et 1989 avec le Bayern Munich
- Vainqueur de la Coupe d'Allemagne en 1981 avec l'Eintracht Francfort ; en 1984 et 1986 avec le Bayern Munich
- Finaliste de la Coupe d'Allemagne en 1985 avec le Bayern Munich